# Emile Smith Rowe

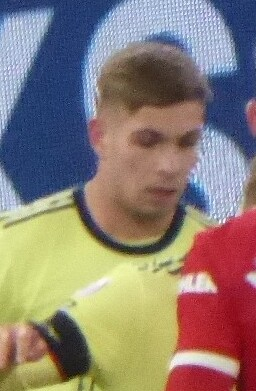
Rowe em uma partida contra o Manchester United

Emile Smith Rowe (Croydon, 28 de julho de 2000) é um futebolista inglês que atua como meio-campista ou ponta-esquerda. Atualmente joga no Fulham.

## Carreira
Smith Rowe chegou ao Arsenal aos 10 anos de idade, em 2010, e na temporada 2016–17 disputou seu primeiro jogo pelo time Sub-23 dos Gunners. Em 2018, foi incluído no elenco que jogou a pré-temporada em Singapura, tendo feito um gol no empate em 1 a 1 contra o Atlético de Madrid pela International Champions Cup. Assinou o primeiro contrato profissional dois dias após completar 18 anos.
Sua primeira partida oficial pelos Gunners foi contra o Vorskla Poltava, pela Liga Europa de 2018–19, substituindo Alex Iwobi, e seu primeiro gol como jogador profissional foi também pela Liga Europa, na vitória por 3 a 0 sobre o Qarabağ.

### Empréstimo ao Leipzig e volta ao Arsenal
Para dar mais experiência ao jogador, o Arsenal emprestou Smith Rowe ao RB Leipzig em 31 de janeiro de 2019. Porém, o clube alemão descobriu que o meia-atacante não estava recuperado de uma lesão na virilha. Sua estreia pelo Leipzig foi apenas em abril, contra o Wolfsburg. Ele ainda disputou outros dois jogos antes de voltar ao Arsenal no final da temporada. O primeiro jogo de Smith Rowe na Premier League foi na derrota por 3 a 0 para oManchester City, em dezembro de 2019, entrando no lugar de Mesut Özil aos 14 minutos da segunda etapa.

### Huddersfield Town
No dia 10 de janeiro de 2020, o Huddersfield Town anunciou a contratação de Smith Rowe por empréstimo até o final da temporada.

## Seleção Nacional
Desde 2015, Smith Rowe é convocado para as Seleções de base da Inglaterra. Fez parte do elenco que foi campeão do Mundial Sub-17 de 2017, realizado na Índia, participando de 3 jogos.

## Carreira no clube

### Arsenal

#### Primeiros anos
Smith Rowe ingressou na Academia Hale End do Arsenal em 2010, aos dez anos de idade, depois de jogar pelo time baseado em South London, Glebe. Ele fez sua primeira aparição pelos Sub-23 em 2016–17, aos 16 anos. Ele continuou nos Sub-23 durante a temporada 2017–18, fazendo 10 aparições pela equipe, registrando 2 assistências e 1 gol.[carece de fontes?] Ele assinou seu primeiro contrato profissional com o clube em 31 de julho de 2017.
Smith Rowe assinou um novo contrato profissional de longo prazo com o Arsenal em 31 de julho de 2018, quando foi descrito pelo treinador-chefe Unai Emery como tendo "muito potencial". O comprimento do contrato não foi divulgado pelo Arsenal, mas foi relatado como sendo de cinco anos.
Smith Rowe fez sua estreia competitiva no time principal do Arsenal em 20 de setembro de 2018 contra o Vorskla Poltava na UEFA Europa League, entrando como substituto no segundo tempo de Alex Iwobi. Sua aparição foi a primeira estreia profissional pelo Arsenal de um jogador nascido nos anos 2000. Ele marcou depois de começar a seguinte partida da Europa League contra o Qarabağ em uma vitória por 3–0 para o Arsenal, tornando-se o mais jovem artilheiro do Arsenal em uma partida competitiva desde Alex Oxlade-Chamberlain em 2011, e o primeiro jogador nascido após 2000 a marcar pelo clube de Londres. Ele marcou seu primeiro gol no Emirates em uma vitória por 2–1 sobre o Blackpool na EFL Cup. Após assinar, o Leipzig descobriu que Smith Rowe não estava completamente recuperado de uma lesão na virilha. O treinador do Leipzig, Ralf Rangnick, disse: "Ele não estará treinando totalmente conosco nas próximas duas a três semanas". Devido ao seu problema de lesão, ele jogou apenas um total de 28 minutos em três aparições como substituto durante o seu tempo no Leipzig.
Em 10 de janeiro de 2020, Smith Rowe se juntou ao clube da EFL Championship, Huddersfield Town, por empréstimo até o final da temporada 2019–20. O treinador do Huddersfield, Danny Cowley, respondeu aos desejos dos torcedores de Smith Rowe de jogar mais minutos, afirmando: "Temos que protegê-lo muito, o que nenhum de nós gosta. Na verdade, eu mesmo me aborrece quando o tiro, porque não é algo que eu queira fazer." Em 1 de fevereiro, Smith Rowe marcou seu primeiro gol pelo Huddersfield em uma derrota por 3–2 na liga contra o Fulham. A performance de Smith Rowe no Huddersfield chamou a atenção de muitos. Em particular, em sua última partida em casa pelo clube, ele marcou o gol da vitória aos 86 minutos contra o West Brom, o que eventualmente ajudaria o Huddersfield a garantir a segurança na EFL Championship.

#### 2020–2022: Rompimento na equipe principal
Em 29 de agosto de 2020, Smith Rowe foi nomeado como suplente não utilizado na Community Shield de 2020, na qual o Arsenal derrotou o campeão da Premier League, Liverpool, por 5 a 4 nos pênaltis após o jogo terminar 1 a 1 nos 90 minutos. Após seu retorno ao Arsenal, Smith Rowe enfrentou lesões antes de retornar à forma física no outono. Embora tenha se saído bem nos jogos do grupo da Europa League do Arsenal, marcando ou assistindo em cada um de seus jogos, ele não começou nenhum dos jogos da liga do Arsenal em outubro ou novembro. Após o pior início de liga do Arsenal em décadas, o técnico Mikel Arteta confiou a Smith Rowe o papel de número 10, substituindo Willian em 26 de dezembro contra os rivais londrinos Chelsea, para inspirar uma vitória em casa por 3 a 1 para acabar com a má fase do clube. Em seus próximos cinco jogos, Smith Rowe registrou três assistências e marcou um gol em uma vitória por 2 a 0 na FA Cup sobre o Newcastle United. Em 14 de março de 2021, Smith Rowe jogou no North London derby pela primeira vez e entregou uma performance de homem do jogo em uma vitória por 2 a 1 sobre o Tottenham Hotspur. Ele também recebeu a camisa número 10 para a nova temporada, anteriormente deixada por Mesut Özil. Os torcedores o abraçaram de todo coração, frequentemente entoando os nomes dele e de Bukayo Saka ao ritmo de ‘Rocking All Over the World’ do Status Quo. Em 26 de setembro, Smith Rowe marcou um gol e deu uma assistência em uma vitória por 3 a 1 sobre os rivais Tottenham. Em novembro, Smith Rowe marcou três gols em três jogos consecutivos da liga, marcando na vitória por 3 a 1 do Arsenal sobre o Aston Villa em 22 de outubro, na vitória por 2 a 0 sobre o Leicester City em 30 de outubro, e no único gol na vitória por 1 a 0 sobre o Watford em 7 de novembro.
Em 5 de dezembro de 2021, Smith Rowe marcou seu 5º gol na liga na temporada em uma derrota por 3 a 2 fora de casa contra o Manchester United, mais tarde saindo lesionado com uma virilha apertada que o deixou de fora de vários jogos. Ele mais tarde retornaria de lesão com uma participação como substituto contra o West Ham em 15 de dezembro, marcando em uma vitória por 2 a 0 no Emirates. Smith Rowe voltaria a marcar como substituto nos jogos seguintes da liga contra Leeds United e Norwich City.
Em 19 de fevereiro de 2022, Smith Rowe marcou o gol de abertura contra o Brentford em uma vitória em casa por 2 a 1. O gol, seu décimo da temporada 2021–22, o tornou o primeiro graduado de Hale End desde Cesc Fàbregas na temporada 2009–10 a atingir dois dígitos em uma temporada.

#### 2022–presente: Oportunidades limitadas
No início da temporada 2022–23, Smith Rowe enfrentou uma lesão na virilha. Ele passou por cirurgia para corrigir o problema e não pôde jogar na primeira metade da temporada. Ele se recuperou e foi incluído no elenco na segunda metade da temporada.[carece de fontes?]
Em 4 de março de 2023, ele entrou no primeiro tempo contra o Bournemouth no lugar do lesionado Leandro Trossard e deu uma assistência para Thomas Partey. Smith Rowe seria substituído por Reiss Nelson, que marcou o gol da vitória no minuto 97 conforme o Arsenal se recuperou de estar perdendo por 2 a 0 para vencer por 3 a 2.
Smith Rowe fez sua 100ª aparição na equipe principal pelo Arsenal em 27 de setembro de 2023 na vitória por 1 a 0 sobre o Brentford na EFL Cup. Foi sua primeira titularidade pelo clube desde maio de 2022.

## Carreira internacional
Smith Rowe foi convocado pela Inglaterra nas categorias sub-16, sub-17, sub-18 e sub-19 enquanto progredia nas fileiras da academia do Arsenal. Em abril de 2017, Smith Rowe foi incluído no elenco para o 2017 UEFA European Under-17 Championship. Ele entrou como reserva na semifinal contra a Turquia mas não jogou na final, já que a Inglaterra foi derrotada nos pênaltis pela Espanha. Em outubro, ele fez parte do elenco que venceu a Copa do Mundo Sub-17. Ele marcou na fase de grupos contra o Iraque e deu uma assistência para Rhian Brewster marcar contra o Brasil nas semifinais.
Em outubro de 2018, Smith Rowe marcou para a seleção sub-19 da Inglaterra contra Portugal. Em 14 de novembro de 2019, Smith Rowe estreou marcando um gol pela seleção sub-20 da Inglaterra durante uma vitória por 4 a 0 fora de casa contra Portugal na Liga de Elite Sub-20. Em abril de 2017, Smith Rowe foi incluído no elenco para o 2017 UEFA European Under-17 Championship. Ele entrou como reserva na partida da semifinal contra a Turquia mas não jogou na final, já que a Inglaterra foi derrotada nos pênaltis pela Espanha. Em outubro, ele fez parte do elenco que venceu a Copa do Mundo Sub-17. Ele marcou na fase de grupos contra o Iraque e deu uma assistência para Rhian Brewster marcar contra o Brasil nas semifinais.
Em outubro de 2018, Smith Rowe marcou para a seleção sub-19 da Inglaterra contra Portugal. Em 14 de novembro de 2019, Smith Rowe estreou marcando um gol pela seleção sub-20 da Inglaterra durante uma vitória por 4 a 0 fora de casa contra Portugal na Liga de Elite Sub-20. Ele estreou como substituto aos 77 minutos no empate de 5–0 sobre a Albânia. Smith Rowe marcou seu primeiro gol internacional no minuto 58 da vitória por 10–0 da Inglaterra sobre San Marino em 15 de novembro de 2021.
Em 14 de junho de 2023, Smith Rowe foi incluído no elenco da Inglaterra Sub-21 para o Campeonato Europeu Sub-21 da UEFA de 2023. A Inglaterra sagrou-se campeã com sua vitória por 1–0 sobre a Espanha Sub-21 na final, onde foi escalado como titular.

## Títulos
Inglaterra Sub-17
- Mundial Sub-17: 2017[64]

Arsenal
- Supercopa da Inglaterra: 2023[carece de fontes?]